# Овинцево (Волосовский район)
Овинцево (фин. Ovenitsa) — деревня в Большеврудском сельском поселении Волосовского района Ленинградской области.

## История
Впервые упоминается в Писцовой книге Водской пятины 1500 года как деревня Овинцево в Богородицком Врудском погосте.
Упоминается на карте Ингерманландии А. И. Бергенгейма, составленной по материалам 1676 года, как Ovintsowa.
На шведской «Генеральной карте провинции Ингерманландии» 1704 года — как Owintsova.
На карте Санкт-Петербургской губернии Я. Ф. Шмидта 1770 года она обозначена как деревня Ованцово.

ОВИНЦОВА — мыза, принадлежит майорше Шульман, число жителей по ревизии: 7 м. п., 10 ж. п.

ОВИНЦОВА — деревня, принадлежит майорше Шульман, число жителей по ревизии: 57 м. п., 61 ж. п. (1838 год)

В пояснительном тексте к этнографической карте Санкт-Петербургской губернии П. И. Кёппена 1849 года она записана как деревня Owinzowa (Овинцова) и указано количество её жителей на 1848 год: савакотов — 9 м. п., 9 ж. п., всего 18 человек, русских — 90 человек.

ОВИНЦЕВО — деревня наследников майора Шульмина, 10 вёрст по почтовой, а остальное по просёлочной дороге, число дворов — 19, число душ — 50 м. п. (1856 год)

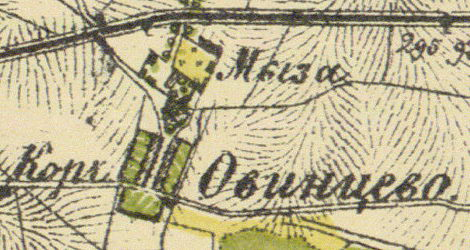
Деревня Овинцево на карте 1860 года

Согласно карте 1860 года в деревне находились корчма и мыза.

ОВИНЦОВО — мыза владельческая при колодце, число дворов — 3, число жителей: 15 м. п., 10 ж. п.;

ОВИНЦОВО — деревня владельческая при колодце, число дворов — 22, число жителей: 90 м. п., 95 ж. п. (1862 год)

В 1871 году временнообязанные крестьяне деревни выкупили свои земельные наделы у Ф. Э. Шульман и стали собственниками земли.
Сборник Центрального статистического комитета описывал деревню так:

ОВИНЦОВА (ОВИНЧИВА) — деревня бывшая владельческая, дворов — 25, жителей — 121. Школа. (1885 год)

Согласно материалам по статистике народного хозяйства Ямбургского уезда 1887 года, мыза Овинцево площадью 507 десятин принадлежала отставному майору М. Ф. фон Шульману, она была приобретена до 1868 года. В мызе был яблоневый сад, охота и рыбные ловли сдавались в аренду.
В конце XIX — начале XX века деревня административно относилась к Врудской волости 1-го стана Ямбургского уезда Санкт-Петербургской губернии.
По данным «Памятных книжек Санкт-Петербургской губернии» за 1900 и 1905 годы мызой Овинцево с пустошами площадью 499 десятин владел коллежский секретарь Максимилиан Эдуардович Пельтцер.
С 1923 по 1924 год деревня Овинцево входила в состав Овинцевского сельсовета Врудской волости Кингисеппского уезда.
С 1924 года в составе Больше-Врудского сельсовета.
С 1926 года вновь в составе Овинцевского сельсовета. Согласно данным переписи населения СССР 1926 года в деревне Овинцево проживали 147 человек, большинство русские, а также финны.
С 1927 года в составе Молосковицкого района.

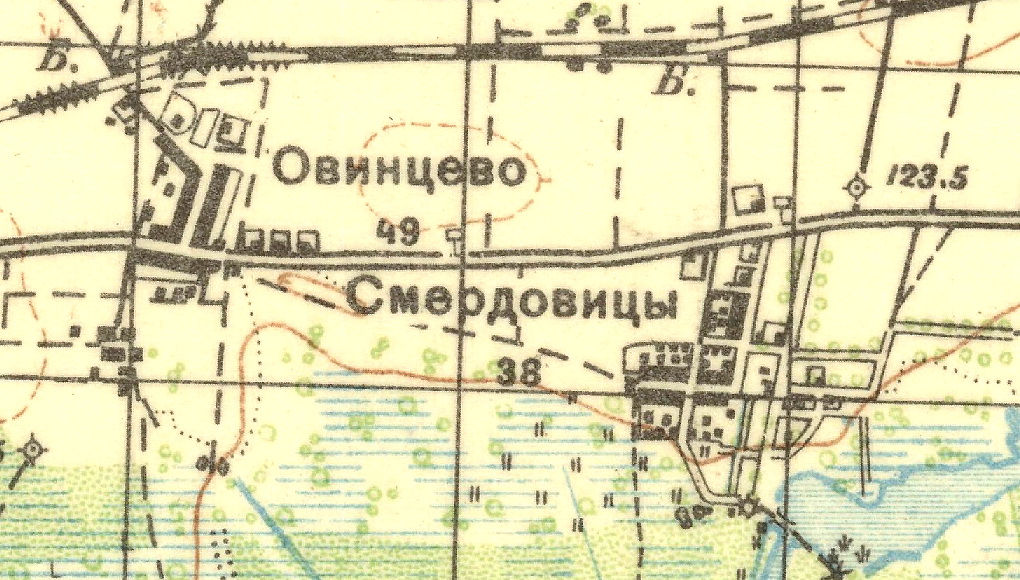
План деревни Овинцево. 1930 год

Согласно топографической карте 1930 года деревня насчитывала 49 дворов.
С 1931 года в составе Волосовского района.
По данным 1933 года деревня Овинцево являлась административным центром Овинцевского сельсовета Волосовского района, в который входили 5 населённых пунктов: деревни Овинцево, Полобицы, Прологи, Смердовицы и хутор Прологи, общей численностью населения 839 человек.
По данным 1936 года в состав Овинцевского сельсовета входили 4 населённых пункта, 160 хозяйств и 2 колхоза.
С 1 августа 1941-го по 31 декабря 1943 года германская оккупация.
С 1954 года в составе Молосковицкого сельсовета.
С 1963 года в составе Кингисеппского района.
С 1965 года вновь в составе Волосовского района. В 1965 году население деревни составляло 121 человек.
По данным 1966 года деревня Овинцево находилась в составе Молосковицкого сельсовета.
По административным данным 1973 и 1990 годов деревня Овинцево входила в состав Врудского сельсовета с центром в посёлке Вруда.
В 1997 году в деревне проживали 35 человек, в 2002 году — 41 человек (русские — 93 %), в 2007 году — 30.

## География
Деревня расположена в центральной части района на автодороге 41А-002 (Гатчина — Ополье), в месте примыкания к ней автодороги 41К-045 (Большая Вруда — Овинцево).
Расстояние до административного центра поселения — 4 км.
В деревне находится остановочный пункт — железнодорожная платформа Овинцово на линии Октябрьской железной дороги Санкт-Петербург — Ивангород. Расстояние до ближайшей железнодорожной станции Молосковицы — 6 км.

## Демография
| 1862 | 2002 | 2007 | 2010 | 2017 |
| ---- | ---- | ---- | ---- | ---- |
| 210  | ↘41  | ↘30  | ↗35  | ↗36  |

### Национальный состав
Согласно данным Всероссийской переписи населения 2021 года в деревне проживали 56 человек, из них:
 русские — 36, таджики — 17, армяне — 2, грузины — 1 человек.

## Улицы
Парковая.